# (74387) 1998 XW24
(74387) 1998 XW24 – planetoida z pasa głównego asteroid okrążająca Słońce w ciągu 5,09 lat w średniej odległości 2,96 j.a. Odkryta 12 grudnia 1998 roku.